# Walking in My Shoes
Singles de Depeche Mode
I Feel You
(1993) Condemnation
(1993)
Pistes de Songs of Faith and Devotion
I Feel You
(1) Condemnation
(3)
Walking in My Shoes est le vingt-huitième single de Depeche Mode, sorti le 26 avril 1993, deuxième extrait de l'album Songs of Faith and Devotion. La chanson a atteint la 14e place du classement britannique des meilleures ventes de singles, et a réitéré la performance du précédent single I Feel You en se hissant à la 1re place du classement Modern Rock Tracks aux États-Unis. En France, le titre atteint la 23e place du Top 50.

## Informations
Walking in My Shoes fait grande place au clavier et à la guitare électrique, s'inscrivant ainsi dans le changement abordé sur tout l'album Songs of Faith and Devotion qui contient beaucoup plus d'instruments moins électroniques. Le thème de la chanson est celui de la repentance, les paroles traitent d'une personne dépravée invitant à « essayer de se mettre à sa place » (try walking in my shoes). Cette chanson peut en ce sens être considérée comme une description involontaire par Martin Gore de Dave Gahan qui à l'époque s'enfonçait dans la drogue et la solitude.
La face B est My Joy, la seule et unique face B de Songs of Faith and Devotion. C'est une chanson aux allures rock un peu du style de I Feel You.

### Clips et versions live
Le clip de Walking in My Shoes a été réalisé par Anton Corbijn et montre un univers peu commun avec des religieux. Au début du second couplet, il y a un plan sur Martin Gore, Andrew Fletcher, et Alan Wilder avec des femmes nues sur leurs genoux. Ce plan été censuré sur MTV aux États-Unis et remplacé par des images des trois membres du groupe se tenant debout, seuls, comme au début du clip. La version non-censurée est celle présentée sur la compilation The Videos 86-98 et sur les dvd Devotional et The Best Of, Volume 1.
La version live de la chanson est un peu plus longue et comporte une intro à la guitare électrique. Walking in My Shoes a depuis son apparition, figuré sur toutes les tournées du groupe et est devenu un incontournable comme Never Let Me Down Again, Personal Jesus, Enjoy the Silence, et le précédent single, I Feel You.

## Liste des chansons
- Toutes les chansons sont l'œuvre de Martin L. Gore.

| Vinyle 7"Mute / Bong22 : 1. Walking in My Shoes [Seven Inch Mix] (4:59) (remixé par Mark Stent) 2. My Joy (3:57) - Seulement promotionnel et non sorti au grand public, voilà pourquoi ces chansons apparaissent sur la version vinyle 12". Walking in My Shoes est le premier single de Depeche Mode à ne pas avoir eu une sortie commerciale vinyle 7" au Royaume-Uni. Vinyle 12"Mute / 12Bong22 : 1. Walking in My Shoes [Grungy Gonads Mix] (6:24) (remixé par Johnny Dollar avec Portishead) 2. Walking in My Shoes [Seven Inch Mix] (4:59) 3. My Joy (3:57) 4. My Joy [Slow Slide Mix] (5:11) (remixé par Steve Lyon et Depeche Mode) Vinyle 12"Mute / L12Bong22 : 1. Walking in My Shoes [Extended Twelve Inch Mix] (6:54) (remixé par Mark Stent) 2. Walking in My Shoes [Random Carpet Mix Edit]'(6:35) (remixé par William Orbit) 3. Walking in My Shoes [Anandamidic Mix] (6:11) (remixé par Spirit Feel) 4. Walking in My Shoes [Ambient Whale Mix] (4:54) (remixé par Mark Stent) CDMute / CDBong22 : 1. Walking in My Shoes [Seven Inch Mix] (4:59) 2. Walking in My Shoes [Grungy Gonads Mix] (6:24) (remixé par Johnny Dollar avec Portishead) 3. My Joy (3:57) 4. My Joy [Slow Slide Mix] (5:11) (remixé par Steve Lyon et Depeche Mode) CDMute / LCDBong22 : 1. Walking in My Shoes [Extended Twelve Inch Mix](6:54) (remixé par Mark Stent) 2. Walking in My Shoes [Random Carpet Mix Edit] (6:35) (remixé par William Orbit) 3. Walking in My Shoes [Anandamidic Mix] (6:11) (remixé par Spirit Feel) 4. Walking in My Shoes [Ambient Whale Mix] (4:54) (remixé par Mark Stent) Promo Vinyle 12"Mute / P12Bong22 : 1. Walking In My Shoes (Grungy Gonads Mix) - 6:24 2. Walking In My Shoes (Seven Inch Mix) - 5:00 3. My Joy (Seven Inch Mix) - 3:58 4. My Joy (Slow Slide Mix) - 5:11 | CDMute / CDBong22X : 1. Walking in My Shoes [Seven Inch Mix] (4:59) 2. My Joy (3:57) 3. Walking in My Shoes [Grungy Gonads Mix] (6:24) 4. My Joy [Slow Slide Mix] (5:11) 5. Walking in My Shoes [Extended Twelve Inch Mix] (6:54) 6. Walking in My Shoes [Random Carpet Mix Edit] (6:35) 7. Walking in My Shoes [Anandamidic Mix] (6:11) 8. Walking in My Shoes [Ambient Whale Mix] (4:54) - Ce CD est la ressortie de 2004. Vinyle 12"Sire/Reprise / 40852-0 : 1. Walking in My Shoes [Extended Twelve Inch Mix] (6:54) 2. Walking in My Shoes [Random Carpet Mix Edit] (6:35) 3. Walking in My Shoes [Grungy Gonads Mix] (6:24) 4. Walking in My Shoes [Anandamidic Mix] (6:11) 5. Walking in My Shoes [Ambient Whale Mix] (4:54) 6. My Joy [Slow Slide Mix] (5:11) CDSire/Reprise / 40852-2 : 1. Walking in My Shoes [Seven Inch Mix] (4:59) 2. Walking in My Shoes [Grungy Gonads Mix] (6:24) 3. Walking in My Shoes [Random Carpet Mix Edit] (6:10) 4. My Joy [Slow Slide Mix] (5:11) 5. Walking in My Shoes [Extended Twelve Inch Mix] (6:54) 6. Walking in My Shoes [Anandamidic Mix] (6:11) 7. My Joy (3:57) 8. Walking in My Shoes [Ambient Whale Mix] (4:54) |

## Classements
| Pays                                      | Meilleure position |
| ----------------------------------------- | ------------------ |
| Allemagne                                 | 14                 |
| Australie                                 | 74                 |
| Autriche                                  | 29                 |
| États-Unis (U.S. Billboard Hot 100)       | 69                 |
| États-Unis (Billboard Modern Rock Tracks) | 1                  |
| France                                    | 23                 |
| Irlande                                   | 15                 |
| Italie                                    | 9                  |
| Pays-Bas                                  | 36                 |
| Royaume-Uni                               | 14                 |
| Suède                                     | 8                  |
| Suisse                                    | 26                 |

## Reprises
- La chanson a été reprise par le groupe de Grunge canadien, Finger Eleven, et figure sur leur album sorti en 2000, The Greyest of Blue Skies.